# Gamanthus pilosus
Gamanthus pilosus är en amarantväxtart som först beskrevs av Pall., och fick sitt nu gällande namn av Aleksandr Andrejevitj Bunge. Gamanthus pilosus ingår i släktet Gamanthus och familjen amarantväxter. Inga underarter finns listade i Catalogue of Life.